# Sous le silence
Pour plus de détails, voir Fiche technique et Distribution.
Sous le silence (The Unsaid) est un film américain réalisé par Tom McLoughlin, sorti en 2001.

## Synopsis
Le psychothérapeute Michael Hunter (Andy Garcia) a vu sa carrière et sa famille exploser à la suite du suicide de son fils Kyle (Trevor Blumas).
À la demande de Barbara (Teri Polo), une de ses anciennes élèves, il prend en charge le cas de Tommy (Vincent Kartheiser), un adolescent placé en institution depuis qu'il a assisté au meurtre de sa mère par son père, et qui doit bientôt être réinséré dans la société.
Tandis que Tommy rappelle à Michael son fils décédé, le jeune homme se rapproche de Shelly (Linda Cardellini), la fille de Michael, mais se montre de plus en plus inquiétant.
Michael découvre que la mère de Tommy (Sarah Deakins) avait poussé celui-ci à des relations incestueuses. C'est à la suite de cette découverte que le père (Sam Bottoms) du jeune homme avait battu celle-ci à mort.
Michael parvient à rattraper Tommy, qui a agressé Barbara qui refusait de le relâcher avant de s'enfuir armé avec Shelly. Confrontant Tommy à son passé, le psychiatre parvient à stopper le jeune homme qui tente alors de se suicider. Michael parvient in extremis à sauver le garçon, prenant ainsi une revanche sur son échec à protéger Kyle.

## Fiche technique
France : 17 avril 2002

## Distribution
| Acteur/actrice      | Voix françaises    | Role              |
| ------------------- | ------------------ | ----------------- |
| Andy Garcia         | Vincent Violette   | Michael Hunter    |
| Vincent Kartheiser  | Christophe Lemoine | Thomas Caffey     |
| Trevor Blumas       |                    | Kyle Hunter       |
| Linda Cardellini    |                    | Shelly Hunter     |
| Sam Bottoms         |                    | Joseph Caffey     |
| Sarah Deakins       |                    | Diana Caffey      |
| August Schellenberg |                    | Inspecteur Hannah |
| Chelsea Field       |                    | Penny Hunter      |
| Brendan Fletcher    |                    | Troy Pasternak    |
| Teri Polo           |                    | Barbara Wagner    |